# Theremin
Theremin (také thereminofon, termenvox či etherophon), česky též těremin, je elektronický hudební nástroj, který vynalezl v roce 1920 Lev Sergejevič Těrmen, známý též jako Léon Theremin. Je to první hudební nástroj, na který se hraje, aniž by se ho hráč jakkoli dotýkal. Hra na theremin je proto výjimečně náročná.

## Popis
Theremin je tvořen dřevěnou skříní se dvěma anténami a je ovládán pouze pohybem paží, dlaní a prstů. Vzdálenost ruky od příslušné antény ovlivňuje vlastnost zvuku. Pravá ruka ovládá výšku tónu (frekvenci), levá jeho sílu (amplitudu). Zvuková barva thereminu je podobná zvuku smyčcových nástrojů nebo lidskému hlasu. U prvních nástrojů byla zvuková barva neměnná, u novějších nástrojů ji často lze regulovat. Zvukový projev thereminu je velmi charakteristický, je pro něj typické glissando a vibráto. Staccato lze zahrát také, ale je to velmi obtížné.
V současnosti vyrábí thereminy např. americká firma Moog. Její Etherwave lze zakoupit také jako stavebnici.

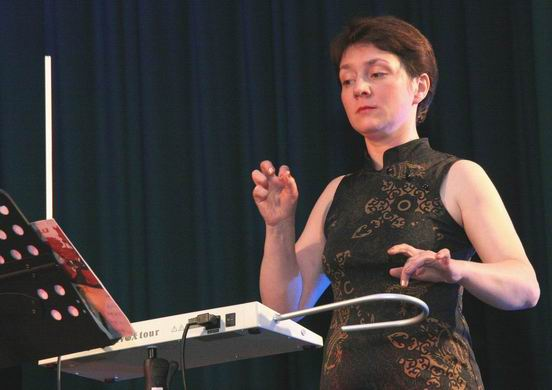
Lydia Kavina hrající na theremin

## Využití
Kromě občasného využití ve vážné hudbě se theremin objevuje především v hudbě experimentální, populární a filmové. Zvláště oblíbené bylo jeho používání v polovině 20. století v hudbě k hororům a fantastickým filmům.
Theremin používali ve svých skladbách někteří skladatelé vážné hudby, mezi nimi Edgard Varèse, Alfred Schnittke, John Cage a Bohuslav Martinů. K nejznámějším hráčům patří Clara Rockmore, Lydia Kavina, Carolina Eycková, Pamelia Kurstin a Konstantin Kovalsky. Theremin se objevil např. v nahrávkách skupin Led Zeppelin (skladba „Whole Lotta Love“), Jean Ven Robert Hal, Riverside, Portishead, Plastic People of the Universe či u Toma Waitse nebo Jean-Michel Jarre. Na svých koncertech ho používá kytarista Joe Bonamassa. Theremin inspiroval též americkou skupinu Beach Boys, která si pro svou skladbu Good Vibrations z roku 1966 nechala postavit snáze ovladatelný nástroj s podobným charakterem zvuku Tannerin (Electro-theremin).
Theremin byl použit i ve znělce seriálu Vraždy v Midsomeru, kde hraje hlavní melodii, nebo na něm byla mimo jiné složena úvodní melodie ke hře The Legend of Zelda.
Mezi české interprety patří např. Martin Jaroš, který jako první Čech veřejně přednesl Fantazii pro theremin, hoboj, klavír a smyčcový kvartet H. 301 Bohuslava Martinů.

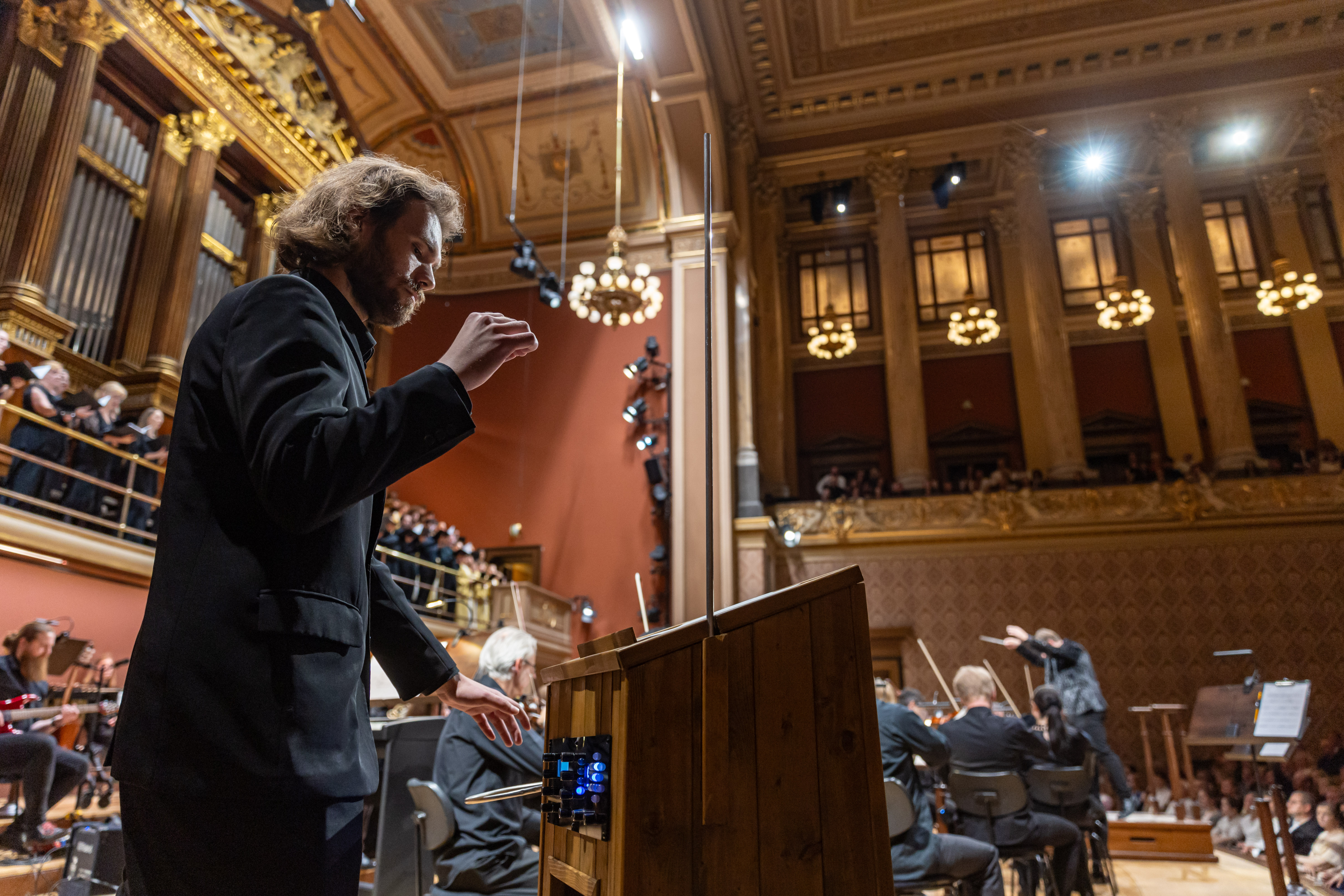
Martin Jaroš hrající na theremin v pražském Rudolfinu

## Princip fungování
Vzhledem k tomu, že se jedná o elektronický nástroj, zvuk vzniká jako elektrické kmity. Theremin pracuje na záznějovém principu – elektrické kmity s frekvencí ve slyšitelné oblasti vznikají jako zázněj (rozdílová složka) mezi kmity dvojice nesynchronizovaných oscilátorů, nejčastěji tvořených LC obvody, které kmitají na frekvenci několika set kHz. Frekvence jednoho oscilátoru je pevná, frekvence druhého se mění přibližováním pravé ruky k anténě připojené k laděnému LC obvodu.
Signály z obou oscilátorů jsou vedeny do směšovače, ve kterém se oba signály sloučí. Vytvoří se zde tzv. zázněj, jehož frekvence je rovna rozdílu frekvencí vstupních signálů. Pokud jsou oba oscilátory naladěny na shodnou frekvenci, zázněj zanikne. Malým rozladěním jednoho z oscilátorů lze přelaďovat výstupní zvukový signál v širokém rozsahu.
Zvukový signál je dále veden do obvodu, který ovládá amplitudu signálu. Je řízen třetím oscilátorem s vlastní anténou určenou pro levou ruku.